# Melocactus caroli-linnaei
A Melocactus caroli-linnaei egy kaktuszféle, amelynek egyedei Jamaicán őshonosak. A kifejlett példányok egyenes törzsű, oszlopos formát vesznek fel, melyeknek magassága az 1 métert is elérheti, sőt meg is haladhatja azt. Akárcsak a Melocactusok nemzetségének többi tagjánál, ennél a fajnál is a növény tetején helyezkedik el a cephalium, amely egy gyapjas-sörtés rész, ahol sűrűn helyezkedik el a tövispárna, melynek megnevezése az areola. A növény virágai kizárólag ebből a részből fejlődhetnek ki.
A fajt eredetileg Carl von Linné nevezte el 1753-ban Cactus melocactusnak. Ezt később úgy változtatták meg, hogy a Linné előtti elnevezést tették hivatalossá, amely így a Melocactus lett. A fajok rangsorolásáról és elnevezéséről szóló botanikai szabályok miatt a Melocactus melocactus elnevezést tilos használni. 1991-ben N. P. Taylor adta e növénynek jelenleg is használatos nevét.

## Fordítás
Ez a szócikk részben vagy egészben  a   Melocactus caroli-linnaei című angol Wikipédia-szócikk ezen változatának fordításán alapul.  Az eredeti cikk szerkesztőit annak laptörténete sorolja fel. Ez a jelzés csupán a megfogalmazás eredetét és a szerzői jogokat jelzi, nem szolgál a cikkben szereplő információk forrásmegjelöléseként.